# Teatro académico de folclore ucraniano de Kiev
El teatro académico Bereginia de folclore ucraniano de Kiev (en ucraniano: Київський академічний театр українського фольклору) es un teatro nacional ubicado en el centro de Kiev, Ucrania.

## Historia
El teatro Bereginia fue creado en 1988 por iniciativa de un grupo de folcloristas bajo el liderazgo del Artista del Pueblo de Ucrania Mikola Buravski con el apoyo de la Unión Nacional de Compositores de Ucrania, la Unión Nacional de Escritores de Ucrania y el Instituto Rilski de Historia del Arte, Folclore y Etnología de la Academia Nacional de Ciencias de Ucrania.
En 2004, el teatro Bereginia recibió el estatus académico por sus destacados logros en el desarrollo del arte musical ucraniano.

## Espectáculos
El personal creativo del teatro folclórico Bereginia está formado por artistas profesionales: cantantes, músicos y un grupo de danza. Los trajes escénicos de los artistas están hechos según muestras de trajes etnográficos reales, en los que trabajaron los mejores artistas de Ucrania.
El teatro académico de folclore ucraniano de Kiev representa decentemente la cultura nacional ucraniana fuera de nuestro país. Sus giras tuvieron lugar en Alemania, Polonia, Países Bajos, Bulgaria, España, Mónaco, Austria, Francia, Italia, Egipto, Turquía, Grecia, Suiza, Rumania, Israel, República de Sudáfrica, Corea, Japón y otros países del mundo. 
En el Concurso Internacional celebrado en Johannesburgo, el teatro obtuvo cinco certificados de oro y uno de plata, ocupando el primer puesto general entre los participantes del festival. En el Concurso Internacional de Pionyang, los programas competitivos del teatro recibieron dos premios de oro, dos de plata, dos premios internacionales y la Copa Principal del concurso artístico.